# Макаров, Григорий Николаевич (физик)
Григорий Николаевич Макаров (род. 16 марта 1940 г.) — советский и российский учёный-физик, один из первооткрывателей лазерного разделения изотопов.
Внес основополагающий вклад в разработку и развитие селективного взаимодействия интенсивного лазерного излучения с веществом и спектроскопии колебательно-возбужденных состояний молекул. Специалист в области взаимодействия лазерного излучения с веществом, лазерной спектроскопии и кластерной физики. Доктор физико-математических наук. Главный научный сотрудник Института спектроскопии РАН.

## Биография
Родился в селе Сабаново Николо-Пестровского (ныне Никольского) района Пензенской области в большой крестьянской семье. Отец –  Макаров Николай Фролович (1909-1944) погиб на фронте Великой Отечественной войны. Мать – Макарова Пелагея Игнатьевна (1911-1997) работала в колхозе.
Окончил Сабановскую семилетнюю школу (1955 г.) и Никольскую среднюю школу №1 (1958 г.).
В 1959-1960 гг. учился в Государственном техническом училище № 6 г. Пензы, которое окончил с отличием по специальности дорожный мастер. В 1961-1962 гг. работал старшим путевым рабочим на железной дороге и учился на вечернем факультете Пензенского политехнического института.
С 1962 по 1965 гг. служил в Советской армии.
В 1965 г. поступил учиться в МГУ им. М.В. Ломоносова на физический факультет. Обучался на кафедре волновых процессов, основанной Р.В. Хохловым в 1965 г. После окончания (с отличием) физического факультета МГУ (в 1971 г.) был направлен на работу в Институт спектроскопии АН СССР (ныне РАН). В 1977 г. защитил кандидатскую диссертацию под руководством проф. Летохова В. С. и д.ф.-м.н. Амбарцумяна Р. В. на тему “Исследование разделения изотопов методом селективной диссоциации многоатомных молекул сильным ИК лазерным полем”. В 1989 г. защитил докторскую диссертацию на тему “Возбуждение молекул интенсивным ИК лазерным излучением и спектроскопия колебательно-возбужденных состояний”. С 1997 г. по настоящее время – главный научный сотрудник Института спектроскопии РАН.
Работал в качестве приглашенного исследователя или приглашенного профессора в ряде ведущих зарубежных научных центров.
В 1976-1977 гг. - в Стэнфордском университете (Stanford University) (Пало-Альто, Калифорния, США) в лаборатории проф. Артура Шавлова (Arthur Leonard Schawlow) – одного из создателей лазеров, лауреата Нобелевской премии.
В 1980 г. - в Институте физики плазмы общества Макса Планка (Max Planck Institute of Plasma Physics) (Гархинг, ФРГ) в группе проф. Карла Компы (Karl-Ludwig Kompa) – одного из основателей и первых директоров Института квантовой оптики (Max Planck Institute for Quantum Optics, MPQ).
В 1990 г. - в Атомном исследовательском центре им. Х.Д. Бхабха (Bhabha Atomic Research Centre, BARC) (Бомбей, ныне Мумбаи, Индия) в лаборатории проф. Джая Миттала (Jai Pal Mittal).
В 1993-1994 гг. - в Многопрофильном институте Мадридского университета Комплутенсе (Instituto Pluridisciplinar, Universidad Complutense de Madrid, UCM) (Мадрид, Испания) в группе проф. Анхела Урены (ANGEL GONZALEZ UREÑA).
В 1995 г. - в Корпорации по атомной энергии Южноафриканской республики (South African Nuclear Energy Corporation, NECSA) (Претория, ЮАР) в группе доктора Эйнара Ронандера (Einar Ronander).
В 2000 г. - в Федеральной политехнической школе Лозанны (Ecole Polytechnique Federale de Lausanne, EPFL) (Швейцария) в группе проф. Томаса Риццо (Thomas Ralph Rizzo).

## Область научных интересов
Взаимодействие лазерного излучения с веществом, лазерная спектроскопия, лазерное разделение изотопов, молекулярные и атомные пучки, физика кластеров.

## Научные достижения
Фундаментальным вкладом Г.Н. Макарова в науку является решение ряда важных проблем физики взаимодействия интенсивного лазерного излучения с веществом, разработка и развитие нескольких крупных научных направлений, наблюдение и исследование новых физических процессов, выполнение целого ряда пионерских работ и ключевых экспериментов, получение основополагающих научных результатов.
Г.Н. Макаровым с соавторами выполнены первые эксперименты по селективной двухступенчатой ИК+УФ фотодиссоциации молекул и впервые осуществлено лазерное разделение изотопов (1972 г.). Тем самым была показана возможность радиационного (нетеплового) заселения высоких колебательных уровней молекул с помощью ИК лазеров и проведения направленных фотофизических процессов.
Им с соавторами выполнены пионерские эксперименты по изотопно-селективной ИК многофотонной диссоциации молекул и впервые осуществлено макроскопическое разделение изотопов указанным методом (1975 г.). В результате были заложены основы большого научного направления в физике – селективное взаимодействие интенсивного ИК лазерного излучения с многоатомными молекулами.
Предложены методы и выполнен ряд ключевых экспериментов по исследованию ИК многофотонного возбуждения и диссоциации молекул - селективная диссоциация молекул в двухчастотном ИК поле, диссоциация молекул при возбуждении слабых составных колебаний, эксперименты по измерению доли возбужденных молекул и их колебательной энергии (1976-1978 гг.).  Полученные результаты позволили существенно продвинуться в понимании механизмов ИК многофотонного возбуждения молекул.
Им с соавторами разработаны методы и впервые были выполнены измерения времени жизни и спектров ИК поглощения колебательно перевозбужденных над границей диссоциации молекул (1986 г.). Установлена связь между временами жизни и спектрами ИК поглощения колебательно перевозбужденных над границей диссоциации молекул.
Г.Н. Макаровым с соавторами детально изучены процессы изотопно-селективной диссоциации молекул, механизмы возбуждения молекул в высокие колебательные состояния, оптимизированы процессы селективной диссоциации молекул. Результаты этих исследований имели первостепенное научное значение для понимания процесса взаимодействия интенсивного ИК лазерного излучения с молекулами и были применены на практике для лазерного разделения изотопов.
Сделан определяющий вклад в разработку и развитие нового научного направления – спектроскопии высоковозбужденных колебательных состояний молекул. Обнаружен и исследован новый физический процесс в молекулах – обратная электронная релаксация (переход колебательной энергии молекулы в электронную энергию).
Им развита спектроскопия ИК многофотонного возбуждения молекул в газодинамически охлажденных молекулярных пучках, струях и потоках. Разработаны методы исследования – пироэлектрический метод детектирования молекулярных пучков и измерения поглощенной энергии молекул в пучках, диодная спектроскопия динамики возбуждения молекул из индивидуальных вращательных подуровней, селективное многочастотное возбуждение высоких колебательных состояний молекул, методы изотопно-селективной диссоциации молекул в импульсных потоках малой протяженности и в потоках, взаимодействующих с твердой поверхностью. Выполнены прецизионные эксперименты по возбуждению молекул из индивидуальных квантовых состояний. В результате достигнуто глубокое понимание физики взаимодействия интенсивного ИК лазерного излучения с многоатомными молекулами.
Разработаны лазерные методы управления параметрами интенсивных импульсных молекулярных и кластерных пучков - методы получения ускоренных и замедленных молекулярных пучков и методы управления составом и содержанием молекулярных и кластерных пучков, а также измерения температуры кластеров в пучках. Предложены и развиты низкоэнергетические методы молекулярного лазерного разделения изотопов. Выполнен анализ и проведена систематизация работ по многим направлениям физики кластеров. Предложены и обоснованы новые подходы к молекулярному лазерному разделению изотопов урана.
Согласно данным Института научной информации (ISI), Г.Н. Макаров входит в число 100 наиболее цитируемых советских учёных во всех областях науки за период 1973-1988 гг. (Current Contents, June 11, 1990, vol. 30, №24). По данным портала scientific.ru он – один из наиболее цитируемых учёных России.
Г.Н. Макаров награжден премией  “Международной академической издательской компании “Наука/Интерпериодика” за 2003 год за лучшую публикацию в издаваемых ею журналах.

## Публикации
Г.Н. Макаров – автор более 180 научных работ, включая 17 обзорных статей и 2 коллективные монографии.

## Основные труды
1. Р.В. Амбарцумян, В.С. Летохов, Г.Н. Макаров, А.А. Пурецкий. “Лазерное разделение изотопов азота”. Письма в ЖЭТФ 17 (2) 91-94 (1973).
2. Р.В. Амбарцумян, Ю.А. Горохов, В.С. Летохов, Г.Н. Макаров. “Разделение изотопов серы с коэффициентом обогащения >103 при воздействии излучения СО2 лазера на молекулу SF6”. Письма в ЖЭТФ 21 (6) 375-378 (1975).
3. Р.В. Амбарцумян, Ю.А. Горохов, В.С. Летохов, Г.Н. Макаров. “Взаимодействие молекулы SF6 с мощным ИК лазерным импульсом и разделение изотопов серы”. ЖЭТФ 69 (12) 1956-1970 (1975).
4. Р.В. Амбарцумян, Ю.А. Горохов, В.С. Летохов, Г.Н. Макаров, А.А. Пурецкий. “Объяснение селективной диссоциации молекулы SF6 в сильном ИК поле лазера”. Письма в ЖЭТФ 23 (1) 26-30 (1976).
5. Р.В. Амбарцумян, Ю.А. Горохов, В.С. Летохов, Г.Н. Макаров, А.А. Пурецкий. “Исследование механизма изотопически-селективной диссоциации молекулы SF6 излучением СО2 лазера”. ЖЭТФ 71 (2) 440-453 (1976).
6. R.V. Ambartzumian, N.P. Furzikov, Yu.A. Gorokhov, V.S. Letokhov, G.N. Makarov, A.A. Puretzky. “Selective Dissociation of SF6 Molecules in Two-Frequency Infrared Laser Field”. Opt. Commun. 18 (4) 517-521 (1976).
7. Р.В. Амбарцумян, Г.Н. Макаров, А.А. Пурецкий. “Экспериментальное определение доли захватываемых частиц и уровня возбуждения при многофотонном возбуждении молекул ИК лазерным излучением”. Письма в ЖЭТФ 28 (4) 246-251 (1978).
8. Р.В. Амбарцумян, Г.Н. Макаров, А.А. Пурецкий. “Обнаружение обратных безызлучательных переходов при возбуждении многоатомных молекул ИК лазерным излучением”. Письма в ЖЭТФ 28 (11) 696-699 (1978).
9. V.M. Apatin, L.M. Dorozhkin, G.N. Makarov, L.M. Pleshkov. “Diagnostics of Pulsed Molecular Beams and Free Jets with Pyroelectric Detectors and TEA CO2 Lasers”. Appl. Phys. B 29 (4) 273-278 (1982).
10. V.M. Apatin, V.M. Krivtsyn, Yu.A. Kuritsyn G.N. Makarov, I. Pak. “Diode laser study of IR multiphoton-induced depletion of rotational sublevels of the ground vibrational state of SF6 molecules cooled in a pulsed free jet”. Opt. Commun. 47 (4) 251-256 (1983).
11. V.S. Letokhov, E.A. Ryabov, A.A. Makarov, G.N. Makarov, M.V. Kuz’min, A.A. Stuchebrukhov, V.N. Bagratashvili, S.I. Ionov, A.A. Puretzky, V.V. Tyakht. “Laser Spectroscopy of Highly Vibrationally excited Molecules” Ed. V.S. Letokhov (Adam Hilger, Bristol and New York, 1989).
12. В.С. Летохов, Е.А. Рябов, А.А. Макаров, М.В. Кузьмин, А.А. Стучебрюхов, В.Н. Баграташвили, С.И. Ионов, Г.Н. Макаров, А.А. Пурецкий, В.В. Тяхт. “Лазерная спектроскопия колебательно-возбужденных молекул”, ред. В.С. Летохов (Наука, Москва, 1990).
13. Г.Н. Макаров. “Ускорение нейтральных молекулярных пучков и струй путем резонансного возбуждения молекул мощным ИК лазерным излучением в зоне газодинамического расширения ”. ЖЭТФ 108 (2) 404-414 (1995).
14. Г.Н. Макаров, А.Н. Петин. “Селективная многофотонная ИК диссоциация молекулы SF6 в неравновесных условиях импульсного газодинамически охлаждённого молекулярного потока, взаимодействующего с твёрдой поверхностью”. ЖЭТФ 119 (1) 5-15 (2001).
15. Г.Н. Макаров. “Исследования с интенсивными импульсными молекулярными пучками и потоками, взаимодействующими с твердой поверхностью”. УФН. 173 (9), 913-940 (2003)[3].
16. Г.Н. Макаров. “Селективные процессы ИК-возбуждения и диссоциации молекул в газодинамически охлажденных струях и потоках”. УФН 175 (1) 41-84 (2005)[2].
17. Г.Н. Макаров. “Кластерная температура. Методы ее измерения и стабилизации”. УФН 178 (4) 337-376 (2008)[6].
18. Г.Н. Макаров. “Низкоэнергетические методы молекулярного лазерного разделения изотопов”. УФН 185 (7) 717-751 (2015)[5].
19. Г.Н. Макаров. “Лазерная ИК-фрагментация молекулярных кластеров: роль каналов ввода и релаксации энергии, влияние окружения, динамика фрагментации”. УФН 187 (3) 241-276 (2017).
20. Г.Н. Макаров. “На пути к молекулярному лазерному разделению изотопов урана”. УФН 192 (6) 569-608 (2022).
21. Г.Н. Макаров. “Новые подходы к молекулярному лазерному разделению изотопов урана”. УФН 194 (1) 48-59 (2024).

## Семья
Жена – Тамара Александровна Макарова, урожденная Ручимская (1946).
Сыновья – Сергей Григорьевич Макаров (1971) и Андрей Григорьевич Макаров (1975).

## Награды
- Юбилейная медаль “Двадцать лет Победы в Великой Отечественной войне 1941-1945 гг.” (1965)
- Медаль “Ветеран труда” (1990)
- Медаль “В память 850-летия Москвы” (1997).
- Почётная грамота РАН (1999).
- Памятный нагрудный знак “30 лет городу Троицку” (2007)